# 佐々氏
佐々氏（さっさし/ささし、さざし）は日本の氏族のひとつ。

## 尾張国の佐々氏

### 出自
佐々氏の起源は諸説があるが、一般的には宇多源氏佐々木氏の一族とされる。また六角氏の庶流ともいわれる。他に菅原氏とする説もあるがこれは成政の父盛政が一時母方の菅原姓余語氏を名乗っていたことによる。佐々成政が出て有名になった。
有力な説では、佐々氏の祖は鎌倉時代後期の六角泰綱の末子佐々権僧都頼起（良輝）にはじまる。頼起の子時綱が伯父六角頼綱の養子になって佐々氏を興したという。他に、応仁の乱で主家に背いて戦死した六角政堯の子成義に始まるとする系図も伝わる。また、佐々木盛綱の子加地信実の八男氏綱が上総国佐々庄に住み、佐々氏を称したとするものもあるが、上総国には佐々庄なるものは存在せず、こちらは信憑性が低い。
一方では、藤原氏説もある。かつて尾張国高田寺にあった大永5年（1525年）銘の梵鐘に、檀那として「比良佐々下野守藤原貞則」と刻銘されており、当時は藤原氏を名乗っていたことが知られる。貞則は織田信貞（信定とも。信長の祖父）の偏諱を受けていると考えられ、成政らの父に当たる可能性がある。また佐々氏の子孫には藤原氏を名乗る家もある。
いずれにせよ、一代で成り上がった他の多くの戦国武将と同じく、その起源ははっきりしない。

### 家紋
なお佐々氏の家紋は「棕櫚」であり、佐々木一族の定紋「四目結」は軍旗として用いられている。棕櫚紋使用の謂われとしては、天文14年、佐々兄弟が小豆坂の戦いで抜群の戦功をあげた折り、信長がこれを賞して自ら政次に酒盃を賜った。酒盃は棕櫚の葉の上に載せられていた。政次は酒を飲み干すと、棕櫚の葉を鎧の背に挿して罷り出た。信長は以後棕櫚を家紋とするように命じ、四目結を棕櫚に改めたという。ただしこれは年代からして信長ではありえず、信秀の間違いであろう。

### 戦国時代
戦国時代、佐々隼人正、佐々孫介が尾張国の戦国大名織田氏に仕え、小豆坂七本槍に名を連ねるなど勇将として名をはせたが、相次いで戦没し、彼らの弟の佐々成政が跡を継いだ。成政は織田信長に仕え、織田氏が勢力を拡大させた後は北陸方面において活躍した。
信長が本能寺の変で急死した後は、成政は羽柴秀吉と対立。柴田勝家や徳川家康らと結んで対抗するが、1585年には本拠越中国富山城を秀吉の大軍に攻められ降伏。1587年には肥後国を与えられるが、検地に失敗し国人の一揆を招いてしまう。1588年成政は秀吉に自害を命じられ切腹した。成政の男子は早世したため後継ぎはなく、佐久間勝之など養子が何名かいたが、いずれも早世、復氏するなどしたため成政の直系子孫は断絶した。ただし兄弟の子孫や娘の末裔に佐々姓を称した者も多い。

### 江戸時代
佐々長成の子孫が、江戸幕府旗本となっている。分家も数家ある。この家系からは大坂町奉行を勤めた佐々成意などがいる。

### 系譜
```
 ┃

成宗

 ┣━━━┳━━━┳━━━┳━━━┓

政次
　　
孫介
　　
成政
　　
長穐
　　
信宗

 ┃　　　┃　　　┣━━━━┬━━━━┐

清蔵
　　
行政
　
松千代丸
　
佐久間勝之
　
成光
```

### 末裔
- 成政の孫娘（娘の子）は、徳川家光の正室の鷹司孝子。
- 成政の姉のひ孫[要出典]佐々宗淳（介三郎、すけさぶろう）は、『水戸黄門』の登場人物である助さんのモデルとなった[4]。
- 国会議員を務めた人物に明治の佐々友房・昭和初期の佐々弘雄（友房の子）、紀平悌子（弘雄の娘）がいる。
- 作家・評論家には佐々克明と佐々淳行（共に弘雄の子）がいる。

## 肥前国の佐々氏
松浦党の一派で、肥前国松浦郡佐々（現在の長崎県北松浦郡佐々町）を拠点とする。氏名は地名から「さざ」と読まれる。永徳4年（1384年）の松浦党一揆承諾状に「佐々相」の名が見える。
平戸藩が編纂した『家世伝』によれば、佐々氏は文明年間（1469年～1486年）に平戸松浦氏に被官化されたという。